# Cindy Lima
Cindy Orquídea Lima García, más conocida como Cindy Lima (Barcelona, 21 de junio de 1981), es una exjugadora profesional española de baloncesto. Fue una jugadora habitual del combinado nacional, con el que llegó a disputar 120 partidos internacionales. 
En 2013, el 30 de junio se proclama campeona de Europa con la Selección tras ganar a Francia, precisamente en su país, la final del Eurobasket de 2013 por un ajustadísimo 70-69.

## Selección española

### Absoluta
- Eurobasket 2013 ( Francia)

- Eurobasket 2007 ( Italia)
- Eurobasket 2009 ( Letonia)
- Eurobasket 2010 ( República Checa)

### Categorías inferiores
- Europeo U18 1998 ( Bursa)